# 마코 로페즈
마코 로페즈(Marco Lopez, 1935년 9월 10일 ~ )는 미국의 배우이다.
로스앤젤레스에서 태어났다.

## 출연 작품

### 텔레비전
- 해저 여행 (1966-68, Voyage to the Bottom of the Sea)
- 사건비화 (1968-70)
- 제5전선 (1968-71)
- 제12순찰대 (1968-71)
- 닥터 웰비 (1969-72)
- 119 구조대 (1972-78)

### 영화
- 워 웨곤 (1967)